# Friedrich Benignus von Schmitthenner
Friedrich Benignus von Schmitthenner (* 21. November 1728 in Solms-Braunfels; † 14. Juni 1790 in Glatz) war königlich preußischer Oberst und zuletzt Kommandant der Festung Glatz.

## Leben
Nach dem Willen seiner Familie sollte er Jurist werden und kam zum Studium nach Marburg. Aber bereits 1744 ging er in holländische Dienste. Durch Vermittlung von Verwandten wurde er bald Fähnrich und kam in das Regiment Prinz Stollberg. Dort stieg er zum Leutnant auf. Doch der holländische Dienst war sehr ruhig und der aufziehende Siebenjährige Krieg bot neue Möglichkeiten. Er quittierte den Dienst und ging in preußische Dienste. Am 30. Oktober 1755 kam er als Premier-Lieutenant in das Freibataillon Le Noble. Am 1. Mai 1758 erhielt er eine eigene Kompanie. Am 1. Oktober 1762 wurde er auch Major. In der Zeit nahm er an zahlreichen Gefechten teil. Bei einem dieser Gefechte wurde er von einer Kugel getroffen, die im Deckel seiner silbernen Tabatiere stecken blieb. Dose und Kugel schickte er seinem Vater als Andenken. Mit dem Korps Fouqué geriet er 1760 in der Schlacht bei Landeshut in Gefangenschaft, wurde aber 1762 ausgetauscht. So konnte er sich in der Schlacht bei Freiberg wieder auszeichnen.
Nach dem Krieg wurde das Freibataillon Le Noble als Garnison in die Festung Glatz verlegt. So kam auch Schmitthenner dorthin. 1769 konnte er sich während eines großen Brandes auszeichnen. Als der Brand die Pulverkammer bedrohte, organisierte er die Räumung der Kammer und rettete so die Stadt.
Im Bayerischen Erbfolgekrieg wurde er zum Kommandanten des Schäferbergs ernannt. Am 3. Juni 1780 wurde er Oberstleutnant und am 3. Juni 1788 wurde er zum Oberst befördert. Als die Garnisons-Regimenter im selben Jahr aufgelöst wurden, wurde er Chef des Füsilier-Bataillons Nr. 7. Am 7. Dezember 1788 wurde er jedoch als Kommandant nach Glatz zurückversetzt. Dort verstarb er 1790.

## Familie
Er war zweimal verheiratet. Seine erste Frau heiratete er 1750. Sie starb bei der Geburt ihres ersten Kindes. 1752 heiratete er in Wölfersheim Marie Elisabeth von Repmacker.